# Fita Kinésio
Fita Kinésio ou Kinésio tape é um método por meio de fitas adesivas, que pretende auxiliar o tratamento de lesões traumáticas de nervos e músculos. Começou a ser desenvolvido na década de setenta por  Kenzo Kase e desde então nunca foram apresentados estudos que comprovem cientificamente a sua eficácia.

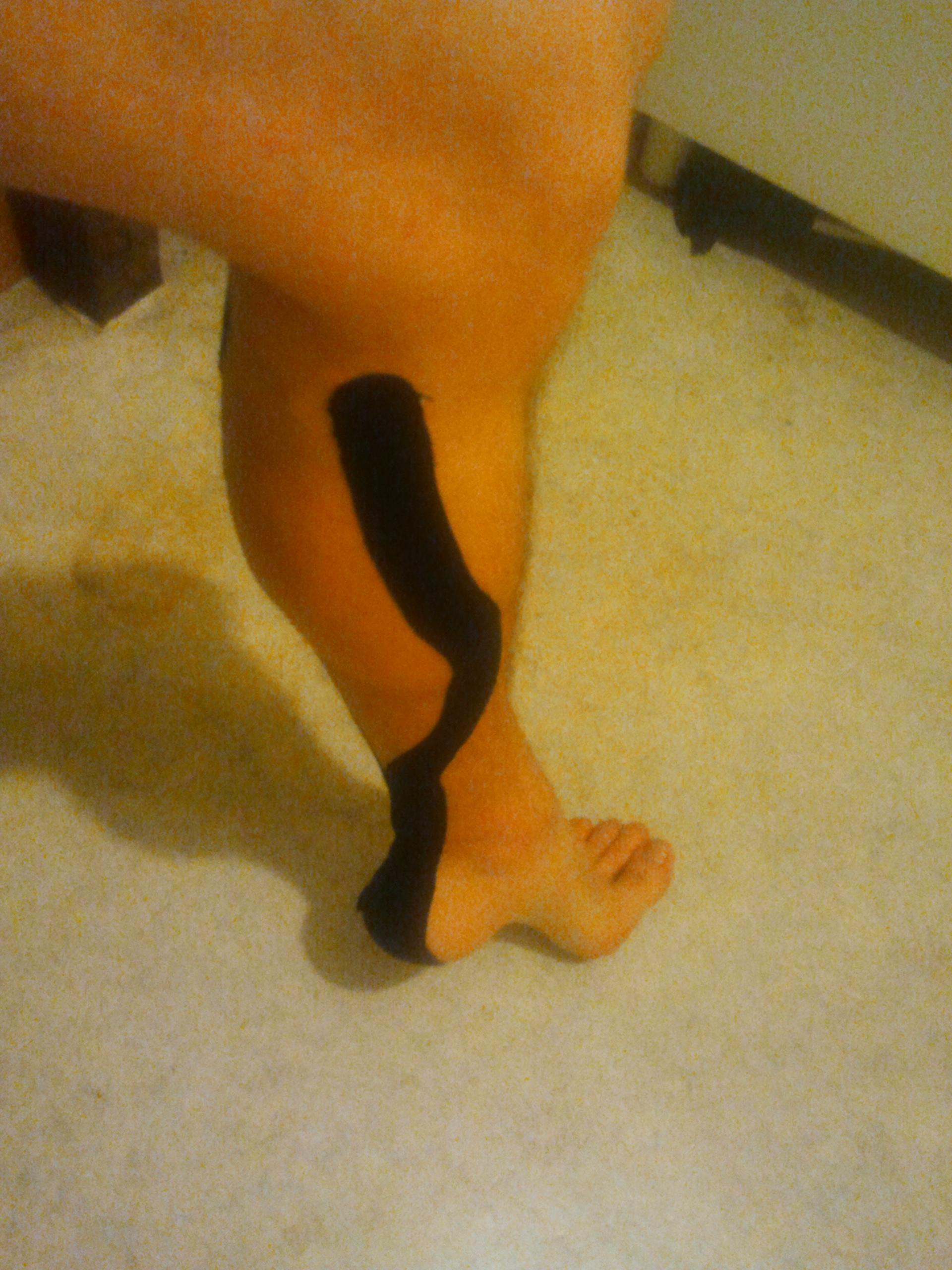
Fita usada na perna

Existe pouca evidência científica que permita concluir que a fita adesiva terapêutica produz realmente algum benefício clínico significativo. Uma revisão sistemática de 2012 revelou que a eficácia da fita adesiva terapêutica no alívio da dor é trivial, visto que não existem estudos clínicos com resultados relevantes.
Um ensaio clínico de 2012, controlado, cego e com aleatoriedade, concluiu que a Kinesio Taping não altera o desempenho neuromuscular do quadricípite femoral ou a função dos membros inferiores em pessoas saudáveis.
As fitas adesivas são feitas em algodão e elásticas. São utilizadas por muitos jogadores de futebol, vôlei, tenistas, ciclistas, hoquistas, etc.
Foi desenvolvida pelo quiropraxista japonês Kenzo Kase.